# نیتروژن نارکوسیس
نیتروژن نارکوسیس (انگلیسی: Nitrogen narcosis) یا حالت بی‌حسی و خواب آلودگی نیتروژن نیز از دیگر بیماری‌های شایع است که مکانیسم آن بسیار شبیه به اکسید نیتروژن، یا «گاز خنده» است که به عنوان گاز بیهوشی استفاده می‌گردد و می‌تواند توانائی قضاوت را مختل و غواصی را در حالتی بسیار خطرناک قرار دهد.
نیتروژن می‌تواند در اعماق شدید باعث واکنشی توهم زا شود. ژاک ایو کوستو آن را به عنوان «خلسه عمیق» می‌شناخت. حالت بی‌حسی و خواب الودگی نیتروژن به سرعت رخ داده و به طور معمول در طی بالا آمدن ناپدید می‌شود. این بیماری در غواصان مختلف می‌تواند در عمق و شرایط مختلف متفاوت باشد. با این حال، غواصی با تری میکس یا هلیوکس به طور قابل توجهی اثر بی‌حسی و خواب الودگی گاز را بی اثر می‌کند.
بی‌حالی زمانی شروع می‌شود که غواص در عمق ۶۶ فوتی (۲۰ متری) یا بیشتر است. در این عمق، حالت بی‌حسی و خواب الودگی خود را آشکار نموده و به صورت سرگیجه خفیف بروز می‌نماید. افزایش اثرات آن با افزایش عمق ایجاد می‌شود و تقریباً تمامی غواصان متوجه اثرهای آن در عمق ۱۳۲ فوتی (۴۰ متری) می‌گردند. در این عمق، ممکن است غواصان احساس سرخوشی، اضطراب، از دست دادن هماهنگی و عدم تمرکز گردند.